# Emmanuel Liais

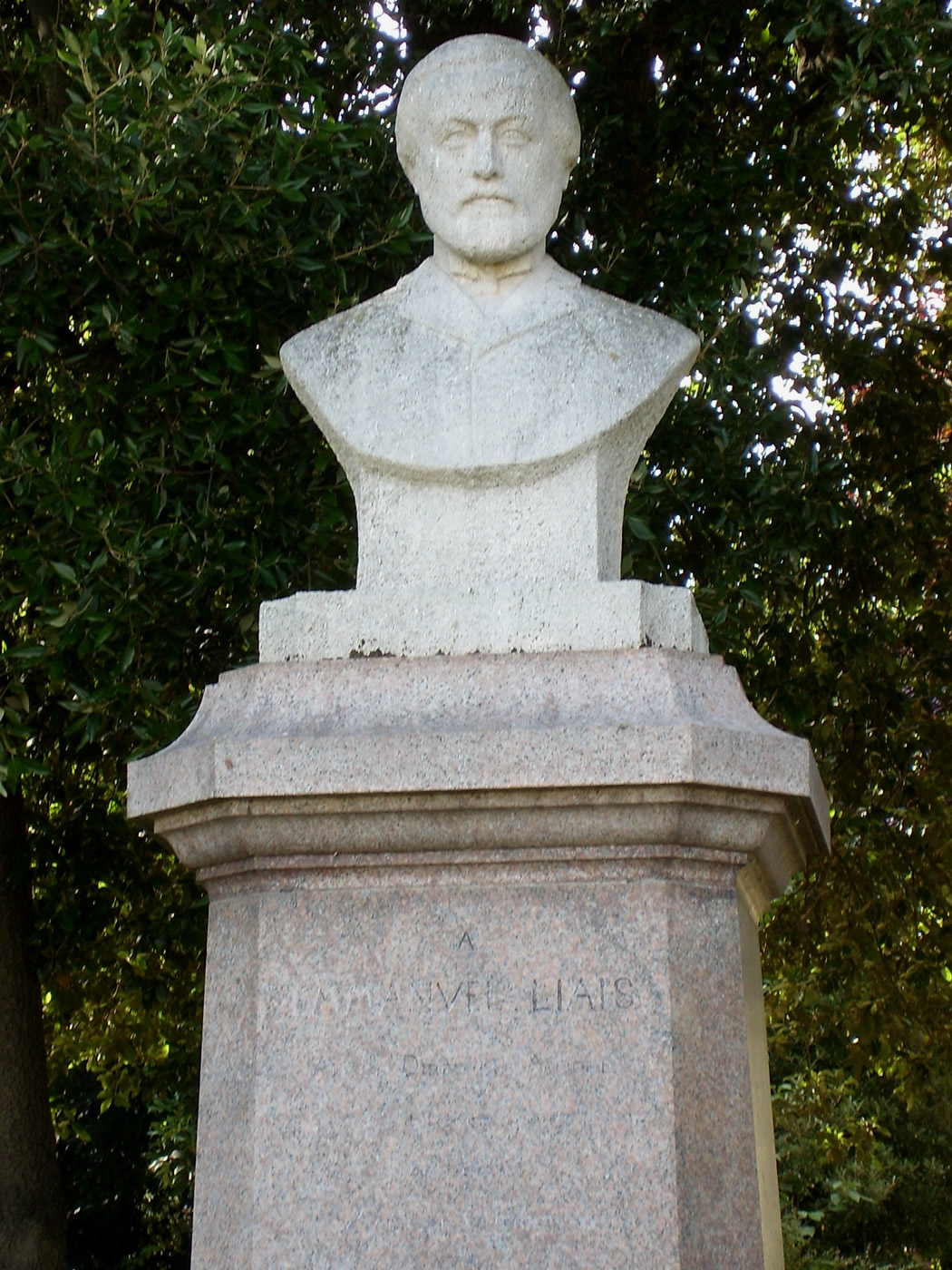
Buste van Emmanuel Liais in het parc Emmanuel-Liais (Cherbourg)

Emmanuel Liais (15 februari 1826 - 5 maart 1900) was een Frans astronoom, botanicus en politicus.
Liais werd geboren in een rijke familie van scheepsbouwers in Cherbourg. Hij genoot geen formele wetenschappelijke opleiding. Hij bracht een groot deel van zijn leven in Brazilië door waar hij astronomische observaties deed en planten en dieren verzamelde. Zijn verzameling nam hij mee naar Frankrijk en richtte in Cherbourg, met zijn milde klimaat, een botanische tuin in met exotische planten. Hij was er ook burgemeester. 
Na zijn dood erfde de stad zijn verzameling, zijn huis en de botanische tuin. Dit vormde de basis voor het natuurhistorisch museum van Cherbourg. Het parc Emmanuel-Liais, een straat in Cherbourg alsook een marskrater zijn naar hem genoemd.